# Gastrancistrus aeneicornis
Gastrancistrus aeneicornis är en stekelart som först beskrevs av Girault 1917.  Gastrancistrus aeneicornis ingår i släktet Gastrancistrus och familjen puppglanssteklar. Inga underarter finns listade i Catalogue of Life.